# دورانگ
دورانگ (به لهستانی:  Durąg) یک روستا در لهستان است که در گمینا اوسترودا واقع شده‌است.